# Asociația de Fotbal din Insulele Cayman
Asociația de Fotbal din Insulele Cayman (CIFA) este forul ce guvernează fotbalul în Insulele Cayman. Se ocupă de organizarea echipei naționale și a altor competiții fotbalistice din stat (Cupa Digicel - Insulele Cayman, etc.).